# Mellicta illyrica
Mellicta illyrica är en fjärilsart som beskrevs av Hermann Stauder 1914. Mellicta illyrica ingår i släktet Mellicta och familjen praktfjärilar. Inga underarter finns listade i Catalogue of Life.